# DHB-Pokal der Frauen 2012/13
Die Handballspiele um den DHB-Pokal der Frauen 2013 fanden zwischen September 2012 und April 2013 statt. Die Endrunde, das Final Four, wurde am 20. und 21. April 2013 in der Göppinger EWS Arena ausgespielt. Titelverteidiger war der VfL Oldenburg. DHB-Pokalsieger 2013 wurde der Thüringer HC mit einem 30:22-Sieg gegen den HC Leipzig.

## Teilnehmende Mannschaften
Folgende Mannschaften waren für den DHB-Pokal der Frauen 2013 qualifiziert:
| Bundesliga | 2. Bundesliga | 3. Liga | Oberligen | 5. Liga und tiefer                                                 |
| - HC Leipzig - Frisch Auf Göppingen - DJK/MJC Trier - Bayer Leverkusen - VfL Oldenburg - Frankfurter HC - Buxtehuder SV - Thüringer HC - HSG Bad Wildungen - HSG Blomberg-Lippe - TuS Weibern - TuS Metzingen | - BVB Füchse Berlin - Borussia Dortmund - HSG Bensheim/Auerbach - SG Bietigheim-Metterzimmern - SC Greven 09 - TV Nellingen - SVG Celle - TSV Nord Harrislee - BSV Sachsen Zwickau - SG Handball Rosengarten - SV Union Halle-Neustadt - TSV Travemünde - 1. FSV Mainz | Staffel Ost: - TSG Wismar - SHV Oschatz - TSV Owschlag - MTV 1860 Altlandsberg - SV Grün-Weiß Schwerin Staffel West: - TSG Ketsch - HSV Solingen-Gräfrath - Roude Léiw Bascharage - HSG Sulzbach/Leidersbach Staffel Süd: - TSV Ismaning - TG Nürtingen | OL Baden-Württemberg: - TS Ottersweier OL HH/Schleswig-Holstein: - TSV Ellerbek OL Mitteldeutschland: - SV Aufbau Altenburg - HSC 2000 Magdeburg OL Mittelrhein: - Pulheimer SC OL Niedersachsen: - MTV Gifhorn - Hannoverscher SC - VfL Wolfsburg OL Nordsee: - VfL Stade OL Ostsee-Spree: - SV Brandenburg-West OL Rheinland-Pfalz/Saarland: - DJK Marpingen - VTV Mundenheim OL Westfalen: - TSV Oerlinghausen | Badenliga: - TSG Ketsch II Verbandsliga Westfalen: - HSG Hüllhorst |

Die aufgeführten Ligazugehörigkeiten entsprechen denen der Saison 2012/13.

## Hauptrunden

### 1. Runde
Die Auslosung der 1. Runde fand am 16. Juni 2012 in Rotenburg an der Fulda statt. Dabei wurden die Vereine nach geographischen Gesichtspunkten in vier Gruppen eingeteilt. In der 1. Runde nahmen keine Mannschaften aus der 1. Bundesliga teil.
Die Spiele der 1. Runde fanden am 8./9. September 2012 statt. Der Gewinner jeder Partie zog in die 2. Runde ein.
| Datum             | Zeit      | Heimmannschaft           |   | Gastmannschaft        | Ergebnis      |
| ----------------- | --------- | ------------------------ | - | --------------------- | ------------- |
| 1. Gruppe:        |           |                          |   |                       |               |
| 8. September 2012 | 16:15 Uhr | HSG Hüllhorst            | – | DJK Marpingen         | 22:32 (10:15) |
|                   | 18:00 Uhr | TSV Oerlinghausen        | – | HSG Solingen-Gräfrath | 14:41 (06:20) |
| 9. September 2012 | 16:00 Uhr | Roude Léiw Bascharage    | – | Borussia Dortmund     | 26:31 (11:17) |
|                   | 16:00 Uhr | 1. FSV Mainz 05          | – | HSG Bensheim-Auerbach | 25:32 (16:16) |
|                   | 16:00 Uhr | Pulheimer SC             | – | SC Greven 09          | 20:36 (08:18) |
| 2. Gruppe:        |           |                          |   |                       |               |
| 8. September 2012 | 18:00 Uhr | TG Nürtingen             | – | TV Nellingen          | 26:42 (12:18) |
|                   | 19:00 Uhr | HSG Sulzbach/Leidersbach | – | TSG Ketsch            | 26:28 (13:13) |
|                   | 19:30 Uhr | TSG Ketsch II            | – | SG BBM Bietigheim     | 22:49 (09:26) |
|                   | 20:00 Uhr | VTV Mundenheim           | – | TS Ottersweier        | 25:32 (16:14) |
|                   |           | Freilos: TSV Ismaning    |   |                       |               |
| 3. Gruppe:        |           |                          |   |                       |               |
| 8. September 2012 | 17:00 Uhr | TSV Owschlag             | – | SGH Rosengarten       | 27:38 (09:18) |
|                   | 18:00 Uhr | VfL Stade                | – | TSV Nord Harrislee    | 20:35 (09:21) |
| 9. September 2012 | 15:15 Uhr | TSV Travemünde           | – | TSG Wismar            | 22:29 (09:12) |
|                   | 16:00 Uhr | TSV Ellerbek             | – | MTV Gifhorn           | 34:22 (16:10) |
|                   | 16:00 Uhr | Hannoverscher SC         | – | SV Grün-Weiß Schwerin | 25:29 (09:16) |
| 4. Gruppe:        |           |                          |   |                       |               |
| 9. September 2012 | 16:00 Uhr | HSC 2000 Magdeburg       | – | MTV 1860 Altlandsberg | 20:33 (05:17) |
|                   | 16:00 Uhr | SV 63 Brandenburg-West   | – | Füchse Berlin         | 16:42 (03:14) |
|                   | 16:00 Uhr | SV Aufbau Altenburg      | – | VfL Wolfsburg         | 33:16 (16:08) |
|                   | 16:00 Uhr | SV Union Halle-Neustadt  | – | BSV Sachsen Zwickau   | 28:24 (11:16) |
|                   | 16:00 Uhr | SHV Oschatz              | – | SVG Celle             | 19:27 (10:17) |

### 2. Runde
Die Auslosung der 2. Runde fand am 11. September 2012 in Hildesheim statt.
Die Spiele der 2. Runde fanden zwischen 26. und 31. Oktober 2012 statt. Der Gewinner jeder Partie zog in das Achtelfinale ein.
| Datum            | Zeit      | Heimmannschaft           |   | Gastmannschaft        | Ergebnis                   |
| ---------------- | --------- | ------------------------ | - | --------------------- | -------------------------- |
| 26. Oktober 2012 | 20:00 Uhr | TV Nellingen             | – | DJK/MJC Trier         | 35:30 (18:20)              |
|                  | 20:30 Uhr | TS Ottersweier           | – | TSV Ismaning          | 33:39 n. V. (30:30, 16:14) |
| 27. Oktober 2012 | 16:00 Uhr | TSG Wismar               | – | TSV Nord Harrislee    | 28:36 (13:17)              |
|                  | 16:00 Uhr | TSV Ellerbek             | – | Grün-Weiß Schwerin    | 26:37 (09:24)              |
|                  | 18:00 Uhr | SV Union Halle-Neustadt  | – | HSG Blomberg-Lippe    | 24:33 (11:19)              |
|                  | 19:00 Uhr | SGH Rosengarten-Buchholz | – | VfL Oldenburg         | 30:40 (13:21)              |
|                  | 19:00 Uhr | SC Greven 09             | – | HSG Bensheim/Auerbach | 27:34 (14:17)              |
|                  | 19:30 Uhr | SVG Celle                | – | Frankfurter HC        | 23:34 (07:18)              |
|                  | 19:30 Uhr | BVB Füchse Berlin        | – | HC Leipzig            | 26:40 (13:23)              |
|                  | 19:30 Uhr | TSG Ketsch               | – | TuS Metzingen         | 19:26 (09:09)              |
|                  | 20:00 Uhr | SG BBM Bietigheim        | – | Bayer Leverkusen      | 26:34 (10:15)              |
|                  | 20:00 Uhr | DJK Marpingen            | – | VL Koblenz/Weibern    | 16:34 (09:15)              |
| 28. Oktober 2012 | 15:30 Uhr | HSV Solingen-Gräfrath    | – | Frisch Auf Göppingen  | 21:34 (12:19)              |
| 31. Oktober 2012 | 15:00 Uhr | SV Aufbau Altenburg      | – | MTV 1860 Altlandsberg | 34:31 (21:16)              |
|                  | 19:00 Uhr | HSG Bad Wildungen        | – | Thüringer HC          | 17:34 (09:18)              |
|                  | 19:30 Uhr | Borussia Dortmund        | – | Buxtehuder SV         | 30:35 (14:12)              |

## Achtelfinale
Die Auslosung des Achtelfinals fand am 7. November 2012 in Oldenburg statt.
Die Spiele des Achtelfinals fanden zwischen dem 25. und 27. Januar 2013 statt. Der Gewinner jeder Partie zog in das Viertelfinale ein.
| Datum           | Zeit      | Heimmannschaft        |   | Gastmannschaft        | Ergebnis      |
| --------------- | --------- | --------------------- | - | --------------------- | ------------- |
| 25. Januar 2013 | 20:00 Uhr | TSV Nord Harrislee    | – | Thüringer HC          | 23:38 (8:22)  |
|                 | 20:00 Uhr | TSV Ismaning          | – | HC Leipzig            | 11:36 (5:19)  |
| 26. Januar 2013 | 19:30 Uhr | TV Nellingen          | – | Frisch Auf Göppingen  | 22:34 (10:14) |
|                 | 19:30 Uhr | HSG Blomberg-Lippe    | – | Buxtehuder SV         | 25:32 (11:14) |
| 27. Januar 2013 | 16:00 Uhr | Bayer Leverkusen      | – | Frankfurter HC        | 29:30 (13:15) |
|                 | 16:00 Uhr | SV Grün-Weiß Schwerin | – | HSG Bensheim-Auerbach | 27:31 (12:16) |
|                 | 16:00 Uhr | VfL Oldenburg         | – | TuS Metzingen         | 37:24 (19:9)  |
|                 | 16:00 Uhr | SV Aufbau Altenburg   | – | VL Koblenz/Weibern    | 23:32 (9:15)  |

## Viertelfinale
Die Spiele des Viertelfinals fanden zwischen dem 5. und 9. März 2013 statt. Der Gewinner jeder Partie zog in das Final Four ein.
| Datum        | Zeit      | Heimmannschaft        |   | Gastmannschaft | Ergebnis                   |
| ------------ | --------- | --------------------- | - | -------------- | -------------------------- |
| 5. März 2013 | 19:30 Uhr | VL Koblenz/Weibern    | – | Thüringer HC   | 24:34 (12:17)              |
| 6. März 2013 | 19:30 Uhr | Frisch Auf Göppingen  | – | VfL Oldenburg  | 30:29 n. V. (25:25, 13:11) |
|              | 19:30 Uhr | HSG Bensheim-Auerbach | – | HC Leipzig     | 16:36 (9:17)               |
| 9. März 2013 | 19:30 Uhr | Buxtehuder SV         | – | Frankfurter HC | 31:24 (15:12)              |

## Final Four

### Halbfinale
Die Spiele des Halbfinals fanden am 20. April 2013 statt. Der Gewinner jeder Partie zog in das Finale ein.
| Datum          | Zeit      | Heimmannschaft |   | Gastmannschaft       | Ergebnis      |
| -------------- | --------- | -------------- | - | -------------------- | ------------- |
| 20. April 2013 | 14:30 Uhr | Thüringer HC   | – | Frisch Auf Göppingen | 28:22 (11:13) |
|                | 16:30 Uhr | Buxtehuder SV  | – | HC Leipzig           | 25:28 (11:16) |

### Finale
Das Finale fand am 21. April 2013 statt. Durch den deutlichen Sieg gegen den HC Leipzig wurde der Thüringer HC Deutscher Handball-Pokal-Meister der Frauen 2013.
| Datum          | Zeit      | Heimmannschaft |   | Gastmannschaft | Ergebnis      |
| -------------- | --------- | -------------- | - | -------------- | ------------- |
| 21. April 2013 | 15:00 Uhr | Thüringer HC   | – | HC Leipzig     | 30:22 (15:11) |